# Toxostoma cinereum
El cuitlacoche ceniciento o cuitlacoche peninsular (Toxostoma cinereum) es una especie de ave paseriforme de la familia Mimidae endémica de la península de Baja California, en México, donde se encuentra desde la punta sur de la península hasta 31°N en la costa oeste y 29°N en la costa este. Su hábitat natural son las zonas de matorral desértico.
El cuitlacoche ceniciento mide unos 25 cm de largo. Su plumaje es pardo grisáceo en las partes superiores mientras que las inferiores son blancas salpicadas con motas triangulares negras, con especialmente densidad en el pecho. Las plumas exteriores de la cola tienen las puntas blancas.